# Hemigrammus luelingi
Hemigrammus luelingi är en fiskart som beskrevs av Géry, 1964. Hemigrammus luelingi ingår i släktet Hemigrammus och familjen Characidae. Inga underarter finns listade i Catalogue of Life.